# 一宮市立丹陽南小学校
一宮市立丹陽南小学校（いちのみやしりつたんようみなみしょうがっこう）は、愛知県一宮市丹陽町九日市場にある公立小学校。

## 概要
1907年（明治40年）3月6に丹陽村立丹陽第二尋常小学校として開校。 2008年度（平成20年度）から隣接校選択制を導入。2009年4月1日から文部科学省が推進のコミュニティ・スクール（学校運営協議会制度）を導入。児童数は、2019年5月1日現在で523人。

### 地理
一宮市は濃尾平野の中央に位置し、西の木曽川で岐阜県との境界を接する。木曽川に沿った沖積平野の低地が広がる平坦な地形で市域内での地形の起伏はほとんどない。
丹陽町九日市場地区は一宮市の南東部にあり、一宮市中心市街地から直線距離で約5.5キロメートル、西で稲沢市、南で北名古屋市、東で岩倉市に隣接する。丹陽南小学校は、JR東海道本線稲沢駅から北東に約3キロメートル、徒歩約40分にあり、200メートル東には国道22号、名古屋高速16号一宮線が走り、名神高速道路一宮ICが近く、西に青木川、南に五条川に囲まれた住宅と農地の残る地域にある。標高は、6.5メートル。

## 沿革

### 略歴
1907年（明治40年）3月6に二川尋常小学校と九日市場尋常小学校を統合し、丹陽村立丹陽第二尋常小学校が開校した。1947年（昭和22年）3月31日、小学校・中学校・高等学校・大学の「六・三・三・四制」を定めた学校教育法と共に、教育基本法が公布されたことに伴い、丹陽村立丹陽南小学校に改称。その後、1955年（昭和30年）1月1日に丹陽村が一宮市に編入され、一宮市立丹陽南小学校に改称。

### 年表
- 1873年（明治6年）9月 - 幼州義校として開校。
- 1877年（明治10年）1月 - 市場学校に改称する。
- 1883年（明治16年）1月 - 二川学校に改称する。
- 1888年（明治21年）4月 - 尋常小学伝法寺学校に改称する。校区は五日市場村、伝法寺村、九日市場村。
- 1889年（明治22年）10月1日 - 五日市場村と伝法寺村が合併し、二川村となる。
- 1892年（明治25年）4月1日 - 九日市場村に九日市場尋常小学校が開校。
- 1892年（明治25年）10月1日 - 尋常小学伝法寺学校が二川尋常小学校に改称する。
- 1906年（明治39年）5月1日 - 九日市場村、二川村、三重島村、多加森村が合併し、丹陽村が発足。
- 1907年（明治40年）3月6日 - 二川尋常小学校と九日市場尋常小学校を統合し、丹陽第二尋常小学校となる。統合校舎がないため、旧・二川尋常小学校北仮教場、旧・九日市場尋常小学校を南仮教場とする。
- 1909年（明治42年）4月 - 丹陽南尋常小学校に改称する。
- 1909年（明治42年）5月 - 現在地に統合校舎完成する。北仮教場、南仮教場を廃止。
- 1934年（昭和9年）3月 - 東校舎が完成する。
- 1941年（昭和16年）4月1日 - 丹陽南国民学校に改称する。
- 1947年（昭和22年）4月1日 - 丹陽村立丹陽南小学校に改称する。
- 1950年（昭和25年）10月 - 1909年完成の旧校舎を取り壊し。
- 1951年（昭和26年）6月1日 - 新校舎が完成する。
- 1954年（昭和29年）3月8日 - 校舎を増築する。
- 1955年（昭和30年）1月1日 - 丹陽村が一宮市に編入される。同時に一宮市立丹陽南小学校に改称する。
- 1955年（昭和30年）6月 - 東校舎（1934年完成）を移転する。
- 1955年（昭和30年）9月22日 - 校舎を改築する。
- 1971年（昭和46年）9月 - 生徒数増加による教室不足のため、プレハブ校舎を建設する。同様に1972年、1973年にもプレハブ校舎を建設し、プレハブ校舎は6教室となる。
- 1985年（昭和60年）3月 - 新校舎が完成する。旧来の校舎を解体する。
- 1985年（昭和60年）7月15日 - プールが完成する。
- 2010年（平成22年）- 校舎を増築する。

## 通学区域
- 丹陽町五日市場 全域 丹陽町九日市場 全域 伝法寺１丁目の一部 ※ 伝法寺２丁目の一部 ※ 伝法寺３～１２丁目 三ツ井３丁目の一部 ※ 三ツ井４丁目の一部 ※ 三ツ井７丁目の一部 ※[3]。

## 進学先中学校
- 一宮市立丹陽中学校

## 交通アクセス
- 名鉄バス丹陽線「九日市場」バス停より徒歩約15分。
  - 名鉄一宮駅バスターミナルより57系統「九日市場」行。